# Canal de Cea-Carrión
El canal Cea-Carrión es una obra de ingeniería civil que se empezó a construir en 1994, inaugurándose en 1996. Dicho canal discurre 47 kilómetros por las provincias de León, Palencia y Valladolid, permitiendo el trasvase de agua dulce proveniente del embalse de Riaño a la cuenca del río Carrión. El uso principal del agua es la agricultura, permitiendo el regadío de varios miles de hectáreas.
Pese a discurrir por un terreno llano, fue necesaria la construcción de varios túneles y sifones.

## Datos técnicos
Datos técnicos de la infraestructura hidráulica:
- Longitud: 47 kilómetros.
- Superficie dominada: 2000 hectáreas.
- Superficie regada: 287 hectáreas.
- Caudal máximo en origen: 20 m³/s.